# Ritakorkia
Ritakorkia är en kulle i Finland.   Den ligger i den ekonomiska regionen  Östra Lapplands ekonomiska region  och landskapet Lappland, i den norra delen av landet, 700 km norr om huvudstaden Helsingfors. Toppen på Ritakorkia är 431 meter över havet.
Terrängen runt Ritakorkia är huvudsakligen platt. Runt Ritakorkia är det mycket glesbefolkat, med 2 invånare per kvadratkilometer.